# Iacopo Campanile
Iacopo Campanile, detto Capanio (Napoli, 1500 circa – Napoli, post 1536), è stato un poeta italiano, noto per aver composto il poemetto Vero tempio de amore, plagiato da Niccolò Franco con il nome di Tempio d'amore.

## Biografia
Non si sa quasi nulla della biografia di Iacopo Campanile. Francesco Torraca lo ritenne un poeta del XV secolo, ipotesi confutata poi da Erasmo Percopo e da Benedetto Croce. Quest'ultimo datò all'incirca al 1520 il Vero tempio de amore, poemetto laudativo del Capanio.

## Vero tempio de amore
Il Vero tempio de amore è un poemetto laudativo allegorico in ottava rima. Il poeta immagina un tempio a Cupido, dio dell'amore, che regge su trenta colonne, ossia sulle trenta dame più belle del Regno di Napoli:
- Isabella de Requesens, moglie di Raimondo Folch de Cardona;
- Vittoria Colonna;
- Costanza d'Avalos;
- Antonicca del Balzo, madre di Isabella di Capua;
- Dorotea Gonzaga;
- Susanna Gonzaga[non chiaro];
- Costanza Pignatelli, moglie di Giacomo Gaetani, conte di Morcone;
- Caterina Acquaviva, contessa di Venafro;
- Sidonia Caracciolo, marchesa di Laino;
- Isabella Castriota, moglie di Guidone Fieramosca;
- Caterina Sanseverino;
- Maria Sanseverino;
- Giulia Carafa, contessa di Borrello;
- Isabella Pignatelli, contessa di Palena;
- Isabella Spinelli;
- Isabella Gualandi;
- Maria Diaz Garlon, moglie di Alfonso Sanseverino;
- Lucrezia Carafa;
- Porzia e Isabella Brancia;
- Marzia e Cornelia Maramaldo, sorelle di Fabrizio Maramaldo;
- Ippolita Caldora, figlia di Berlingiero Caldora e moglie di Alfonso Torelli;
- Adriana e Aurelia Sanseverino;
- Cassandra Marchese, amata da Iacopo Sannazaro;
- Violante di Sangro;
- Cassandra Brancaccio;
- Lucrezia Scaglione, moglie di Paolo Carafa;
- Giulia Grisone.

Il poemetto del Campanile è noto anche per un episodio di plagio: nel 1536, anno in cui fu stampato ad Alife nella stamperia domestica del reverendo Luigi Acilio, apparve a Venezia un Tempio d'amore scritto da Niccolò Franco e dedicato ad Argentina Rangone. Rispetto al poemetto del Campanile, nel poemetto del Franco il nome delle dame napoletane fu sostituito con quello di altrettante dame veneziane. Evidentemente il Franco intendeva presentarsi come poeta a Venezia, città in cui era arrivato da poco tempo.